# Stylidium plantagineum
Stylidium plantagineum är en tvåhjärtbladig växtart som beskrevs av Sonder. Stylidium plantagineum ingår i släktet Stylidium och familjen Stylidiaceae. Inga underarter finns listade i Catalogue of Life.